# Під прикриттям (серіал, 2022)
Під прикриттям (тур. Gizli Saklı) — турецький телесеріал 2022 року у жанрі детективу, мелодрами, романтичної комедії, та створений компанією No Dokuz Productions. В головних ролях — Халіт Озгюр Сари, Сінем Унсал.
Перша серія вийшла в ефір 8 червня 2022 року.
Серіал має 1 сезон. Завершився 8-м епізодом, який вийшов у ефір 3 серпня 2022 року.
Режисер серіалу — Сахін Алтуг.
Сценарист серіалу — Сахін Алтуг.

## Сюжет
Наз тільки закінчила поліцейську академію і живе зі своєю матір'ю та дядьком. Поліція хоче заарештувати боса мафії, тому Наз та поліцейського Паміра відправляють під прикриттям на це секретне завдання. Молоді люди, вдаючи молодят, потрапляють у будинок мафіозі і намагаються завоювати довіру Таріка Косуоглу, щоб відправити його під суд…

## Актори та персонажі
| Актор               | Роль                      |
| ------------------- | ------------------------- |
| Халіт Озгюр Сари    | Памір Улас / Левент Гунеш |
| Сінем Унсал         | Наз Аріка / Яз Гюнеш      |
| Шебнем Сонмез       | Айнур Аріка               |
| Шинасі Юрцевер      | Намік                     |
| Ідріс Небі Ташкан   | Туфан Косуоглу            |
| Тарду Флордун       | Тарік Косуоглу            |
| Едже Діздар         | Нехір Косуоглу            |
| Бюлент Емрах Парлак | Талат Гюльтекін           |
| Сельчук Борак       | Садуллах Єрсиз            |
| Ерсан Утку Олмез    | Нуман Акюрек              |
| Фулен Акюрек        | Гандай Акюрек             |
| Адін Кюльче         | Омер Косуоглу             |
| Ерсель Шибіль       | Ферді                     |
| Емрулла Чакай       | Адем                      |
| Сінан Січімоглу     | Кадір                     |
| Сінем Акіол         | Зейнеп Косуоглу           |
| Бала Атабек         | Чічек                     |

## Сезони
| Сезон | Епізоди | Епізоди | Оригінальний показ | Оригінальний показ | Оригінальний показ |
| Сезон | Епізоди | Епізоди | Перший показ       | Останній показ     | Мережа             |
| ----- | ------- | ------- | ------------------ | ------------------ | ------------------ |
| 1     | 8       | 8       | 8 червня 2022      | 3 серпня 2022      | FOX                |

## Рейтинги серій
| Серія     | Рейтинг (TOTAL) | Рейтинг (AB) | Рейтинг (ABC1) |
| --------- | --------------- | ------------ | -------------- |
| 1         | 3.29            | 2,89         | 3.62           |
| 2         | 2.96            | 3.81         | 3.36           |
| 3         | 3.21            | 2.30         | 2.84           |
| 4         | 2,95            | 2.81         | 3.14           |
| 5         | 2,97            | 2.22         | 2.92           |
| 6         | 2.30            | 2.23         | 2.44           |
| 7         | 2.45            | 1.32         | 1,96           |
| 8 (фінал) | 2.40            | 1.60         | 2.22           |